# Deep Freeze Range
Deep Freeze Range är en bergskedja i Antarktis. Den ligger i Östantarktis. Nya Zeeland gör anspråk på området.
Deep Freeze Range sträcker sig 40 kilometer i nord-sydlig riktning. Den högsta toppen är Mount Burrows, 2 260 meter över havet.
Topografiskt ingår följande toppar i Deep Freeze Range:
- Mount Burrows
- Mount Dickason
- Mount Emison
- Howard Peaks
- Sarao Point